# Avencast: Rise of The Mage
Avencast: Rise of The Mage ist ein 2007 erschienenes Action-Rollenspiel. Es wurde von ClockStone Software entwickelt. Publisher ist Lighthouse Interactive.
Mittlerweile (Stand Juli 2013) wird auf der Website des Entwicklers Avencast 2 gelistet, ist jedoch bisher noch nicht erschienen.

## Handlung
Man spielt einen Jungen Schüler in der Akademie Avencast. Nachdem man seine Abschlussprüfung absolviert hat, wird die Akademie von Dämonen angegriffen. Sie stehen unter dem Befehl des Dämonenfürsten Morgath. Die Dämonen werden durch Meganteolis und weitere Erzmagier wie es zunächst scheint unabsichtlich herbeigerufen. Nur sehr wenige Schüler können sich in einen Raum retten der durch ein Kristall Meganteolis geschützt wird. Die restlichen Menschen sterben oder werden zu willenlosen Dienern der Dämonen. Nachdem man durch ein Teleskop anderen Akademien signalisiert hat das man Hilfe benötigt sucht man das Portal durch das die Dämonen in die Welt strömen.
Es wurde zwar durch einen Zauber eines Erzmagiers versiegelt doch es kann nicht mehr lange standhalten. Mit einem Artefakt, dem Destruktorus, macht man sich auf das Portal zu zerstören. Nach mehreren Hindernissen erreicht man es. Der Destruktorus zerstört jedoch nur den Schutzschild nicht das Portal. Megantolis erscheint und erklärt dem Helden, dass er absichtlich die Dämonen gerufen hat, und er geht durch das Portal hindurch.
Man folgt ihm und kommt zur Kyranischen Festung. Man erfährt, dass man als Baby einst hier gelebt hat und Meganteolis der Bruder des Schülers ist. Das Kyranische Volk versuchte einst Morgath herbeizurufen um ihn zu töten und sein Kristallines Herz zu stehlen. Das Herz sollte eine gottgleiche Macht besitzen. Die Bewohner wurden alle getötet. Die Eltern haben Meganteolis und einen selbst vorher wegbringen lassen. Die Kyraner haben Morgath jedoch so schwer verwunden können, dass er seine körperliche Existenz aufgeben musste. Im inneren der Festung trifft man auf Meganteolis. Er erzählt einem das Morgath in der Festung wohnt und sich einen neuen Körper wachsen lässt. Er will ihm sein Herz entreißen und damit die Welt beherrschen. Meganteolis ist nicht mehr er selbst und man tötet ihn.
Nach mehreren Hindernissen erreicht man Morgath. Durch einen vorher gefundenen Trank wird man hüllenlos und man absorbiert die Kräfte aller getöteten Kyraner. Dadurch kann man Morgath und sein Herz töten. Man selbst stirbt dabei.

## Spielwelt
Die Spielwelt besteht vor allem aus Räumen und Korridoren. Außenareale sind relativ selten.
Avencast ist die Akademie, in der man sich größtenteils aufhält. Es existieren verschiedene Lehrräume und Gäste Areale. Die Lehrlinge werden in drei Trakte aufgeteilt nach ihrer jeweiligen Ausbildung. Den Blut, Seelen und Beschwörungstrakt. Im obersten Stock befindet sich ein Planetarium.
Die Kyranische Festung befindet sich schwebend im Weltall. Die Schwerkraft wirkt sich trotzdem wie auf der Erde aus. Die Festung ist in mehrere stark befestigte Verteidigungsareale unterteilt. Im Innersten Teil befinden sich unter anderem Schlafgemächer, Labore und Kunstmuseen.

## Spielmechanik
Man kann drei Arten von Magie ausüben. Diese beherbergen verschiedene Zauber.
Blutmagie: Blutmagie wird vor allem im Nahkampf eingesetzt. Die Zauber wirken in der unmittelbaren Umgebung und bestehen vor allem aus Eis und Feuer.
Seelenmagie: Seelenmagie wird vor allem im Fernkampf eingesetzt. Die Zauber wirken vom Ort des Zaubernden bis in eine gewisse Reichweite. Sie bestehen vor allem aus Feuer, Eis und Meteoriten-Zaubern.
Beschwörungsmagie: Sie setzen sich zu jeweils 50 % aus Blut- und Seelenmagie zusammen. Mit ihr kann man etwa Golems beschwören, die Gegner attackieren oder ablenken.
Der Kampf erfolgt ausschließlich mit einem Zauberstab, den der Zauber einsetzen kann oder der im direkten Nahkampf eingesetzt wird.
Mit dem Lösen von Quests und dem Töten von Dämonen und ähnlichem erhält man Erfahrungspunkte. Bei einem Level-Aufstieg erhält man 10 Skillpunkte. Diese können in direktes Leben/Mana aufgeteilt werden oder in die Wirkung von Blut oder Seelenmagie. Neue Zauber müssen ebenfalls mit Skillpunkten bezahlt werden.
Insgesamt hat man nur 24 Inventarplätze zur Verfügung, die man frei bestücken kann. In ihnen kann man z. B. Heiltränke oder Rüstungen verstauen. Nebenbei existieren noch 24 Quest-Gegenstandsplätze. Diese werden automatisch sortiert.

## Sprachausgabe
Die deutschen Sprachaufnahmen dienten als Vorlage für die anderen Versionen. Unter der Regie von René Dawn-Claude und Daniel Käser waren unter anderem folgende Sprecher zu hören:
| Rolle                                            | Sprecher            |
| ------------------------------------------------ | ------------------- |
| Meganteolis                                      | Martin Armknecht    |
| Gorlin                                           | Heinz Baumeister    |
| Jonesch der Erzähler / Theodosius                | Hans-Gerd Kilbinger |
| Horatio / Gyron                                  | Jürg Löw            |
| Georgius / Chaired                               | Stephan Schleberger |
| Severin / Gajan                                  | Simon T. Roden      |
| Malvaren / Quirius                               | Thomas Friebe       |
| Della Gustera / Kulkurazzz                       | Hans-Detlef Hüpgen  |
| Archibald / Agitatius / Anjaou                   | Lothar Didjurgis    |
| Taertius / Pajou                                 | Uwe Thomsen         |
| Xivarius / Enrael / Fraazz                       | René Dawn-Claude    |
| Hubertus / Pancratius / Quasimo                  | Marc Stenzel        |
| Ikarius / Kalios                                 | Timo R. Schouren    |
| Rufus / He-Anrail / Istaros / Harrassys / Murius | Daniel Käser        |
| Dolcina / Swiflina / Sphinx                      | Rieke Werner        |
| Alkrea                                           | Suzanne Ziellenbach |
| Psion                                            | Felix H. Dahlke     |
| Shandri                                          | Randi Werner        |

## Kritiken
Die Durchschnittswertung deutschsprachiger Magazine wurde bei critify.de basierend auf 12 Bewertungen mit 72 Prozent angegeben. Die Website 4players.de vergab 81 Punkte.